# With a Child’s Heart
With a Child’s Heart ist ein Lied von Stevie Wonder, der das Lied 1966 auf seinem Album Up-Tight und auf der B-Seite der Single Nothing’s Too Good for My Baby veröffentlicht hat. 1973 veröffentlichte Michael Jackson eine Coverversion des Liedes, der weitere Fassungen von Raven-Symoné und Dionne Bromfield folgten.

## Michael-Jackson-Version
1973 nahm Michael Jackson eine neue Version des Liedes auf und veröffentlichte sie als erstes Lied auf seinem dritten Studioalbum Music & Me. In den Billboard Hot 100 erreichte Jacksons Version des Liedes Platz 50, in den Billboard Hot R&B Charts Platz 14, in den Billboard Hot Adult Charts Platz 23 und in der Billboard Cash Box Platz 37. Somit war Die Michael Jackson-Version die erfolgreichste Aufnahme des Liedes.

## Raven-Symoné-Version
1999 nahm Raven-Symoné drei Coverversionen in unterschiedlichen Stilrichtungen auf und veröffentlichte sie auf ihrem Album Undeniable. Es wurden drei Videos für alle Versionen (Pop, Ballade, Remix) gedreht. Auch sang sie den Song bei der Tour von *NSYNC. Trotz allem konnte sich ihre Version des Liedes nicht in den Charts platzieren.